# Celestus enneagrammus
Espèce
Synonymes
- Siderolamprus enneagrammus Cope, 1860
- Diploglossus steindachneri Cope, 1864
- Diploglossus chalybaeus Cope, 1867

Statut de conservation UICN

 LC  : Préoccupation mineure
Celestus enneagrammus est une espèce de sauriens de la famille des Diploglossidae.

## Répartition
Cette espèce est endémique du Mexique. Elle se rencontre dans les États d'Oaxaca, de Puebla et du Veracruz.

## Publication originale
- Cope, 1861 "1860" : Descriptions of reptiles from tropical America and Asia. Proceedings of the Academy of Natural Sciences of Philadelphia, vol. 12, p. 368-374 (texte intégral).